# Patric Chiha
Patric Chiha est un réalisateur autrichien, né le 3 mars 1975  à Vienne en Autriche.

## Biographie
D'origines hongroise et libanaise, Patric Chiha est né en 1975 à Vienne (Autriche).
Après des études de stylisme de mode à l’ESAA Duperré (Paris) et de montage à l'INSAS (Bruxelles), il réalise plusieurs courts et moyens métrages dont Home et Les Messieurs.
En 2009, il réalise son premier long métrage, Domaine, avec Béatrice Dalle. Parmi ses films – des fictions et des documentaires – figurent  Domaine (2009), Boys Like Us (2014), Brothers of the Night (2016), Si c'était de l'amour (2019) et La Bête dans la jungle (2023). Ses films ont été montrés et récompensés dans de nombreux festivals internationaux, dont la Mostra de Venise et la Berlinale,,.
Des rétrospectives de ses films ont eu lieu à la Filmoteca de Madrid, à Tabakalera à San Sebastian, à la cinémathèque de Toulouse et au festival Travelling de Rennes.
Il vit et travaille à Paris.

## Filmographie

### Longs métrages
- 2009 : Domaine
- 2014 : Boys Like Us
- 2016 : Brothers of the Night (Brüder der Nacht) (documentaire)
- 2020 : Si c'était de l'amour (documentaire)
- 2023 : La Bête dans la jungle

### Courts et moyens métrages
- 2004 : Casa Ugalde
- 2005 : Les Messieurs (documentaire)
- 2006 : Home
- 2007 : Où se trouve le chef de la prison ?
- 2012 : Sol LeWitt, l'exposition au Centre Pompidou-Metz (documentaire)

## Réalisations sonores
- 2007 : Le Plancher de Jeannot (documentaire radiophonique)[9]
- 2011 : Quelque chose de concret (fiction radiophonique), avec Clotilde Hesme[10]

## Distinctions
- 2006 : Festival Côté court de Pantin : Prix de la Presse & Prix Emergence pour Home[11]
- 2007 : Festival du film de Belfort - Entrevues : Prix Janine Bazin pour Où se trouve le chef de la prison ?
- 2010 : Nomination au Prix Louis Delluc du premier film pour Domaine[12]
- 2016 : Olhar de Cinema festival Curitiba : Prix du Jury pour Brothers of the Night[13]
- 2016 : FID Marseille : Prix GNCR pour Brothers of the Night[14]
- 2016 : Festival du film de Belfort - Entrevues : Prix Camira pour Brothers of the Night[15]
- 2016 : RIDM Montréal : Prix de la Meilleure Image pour Brothers of the Night[15]
- 2016 : FICUNAM Mexico : Prix du Meilleur Réalisateur pour Brothers of the Night[15]
- 2016 : Bergen IFF : Prix du Meilleur Documentaire pour Brothers of the Night[16]
- 2016 : Duisburger Filmwoche : Prix 3sat du Meilleur Documentaire pour Brothers of the Night[17]
- 2017 : Nomination au Österreichischer Filmpreis 2017 du Meilleur Documentaire & Meilleure Image pour Brothers of the Night[18]
- 2017 : Beyrouth LFF : Mention Spéciale pour Brothers of the Night
- 2017: Festival Chéries Chéris de Paris : Prix d'Interprétation (Pour l'ensemble des protagonistes) pour Brothers of the Night
- 2017 : Merlinka Festival Belgrade : Mention Spéciale pour Brothers of the Night
- 2017 : FICIC Cosquín : Mention Spéciale pour Brothers of the Night
- 2017 : Sicilia Queer Filmfest Palermo : Prix du Meilleur Film pour Brothers of the Night[19]
- 2017 : Festival Mix Milano : Prix du Meilleur Documentaire pour Brothers of the Night
- 2017 : Filmer à tout prix Bruxelles : Prix du Jury pour Brothers of the Night
- 2020 : Berlinale : Teddy Award du Meilleur Documentaire pour Si c'était de l'amour[20]
- 2020 : Perso IFF Pérouse : Prix du Meilleur Film pour Si c'était de l'amour[21]
- 2020 : Duisburger Filmwoche : Prix ARTE du Meilleur Documentaire pour Si c'était de l'amour[22]
- 2020 : Diagonale : Prix de la Meilleure Image pour Si c'était de l'amour[23]
- 2023 : Diagonale : Prix des meilleurs costumes pour La Bête dans la jungle[24]
- 2023 : Nomination au Prix Louis-Delluc du meilleur film pour La Bête dans la jungle[25]